# Wyspa Cziczagowa
Wyspa Cziczagowa (ang. Chichagof Island, tli. Shee Kaax) – wyspa w Zatoce Alaska u południowo-wschodnich wybrzeży Alaski, wchodzi w skład Archipelagu Aleksandra. Leży na północ od Wyspy Baranowa.
Wyspa ma 120 km długości i do 80 km szerokości, ma powierzchnię 5306 km². W 2000 zamieszkiwały ją 1342 osoby.
Nazwa wyspy upamiętnia odkrywcę i admirała floty rosyjskiej Wasilija Cziczagowa.